# إدغاردو دياز
إدغاردو دياز (بالإسبانية: Edgardo Díaz) (20 أكتوبر 1988 بسان خوان في الأرجنتين - ) هو لاعب كرة قدم أرجنتيني في مركز الوسط. لعب مع جيمناسيا لابلاتا وسان مارتين دي توكومان ‏ وديبورتيس نافال وUnión Temuco ‏ ونادي كيكسكيميت وسان مارتين دي سان خوان وTrinidad de San Juan ‏.

## وصلات خارجية
- إدغاردو دياز على موقع Soccerway.com (الإنجليزية)